# De vier elementen van Joachim Beuckelaer
De vier elementen van Joachim Beuckelaer zijn vier schilderijen van de Brabantse kunstschilder Joachim Beuckelaer (1534 – ca. 1574) die in Antwerpen woonde. Ze hebben ieder een van de vier elementen als onderwerp. Volgens de Griekse wijsgeer Empedocles zijn dat vuur, water, lucht en aarde. Het doek met de vissen verwijst naar water, dat met de vogels naar lucht, dat met het kookvuur naar vuur en de groenten en fruit naar aarde.

## Beuckelaer en zijn tijd
De schilder en schrijver Karel van Mander noteerde dat de opdrachtgever van Beuckelaer steeds met andere groenten, fruit, gevogelte en vis kwam aangedragen die een plaats moesten krijgen om de doeken, ondanks het vooraf afgesproken lage honorarium. Beuckelaer was halverwege de 16e eeuw een vroege beoefenaar van een vorm van het stilleven, hierin aangespoord door zijn oom en leermeester Pieter Aertsen. Aertsen, weliswaar een Amsterdammer, verbleef vaak in Antwerpen en was bedreven in het schilderen van markttaferelen. Ze geven informatie over welke groente- en fruitsoorten toen beschikbaar waren. Toch zijn de tentoongestelde waren kunstmatig bij elkaar gebracht. Op het doek over aarde liggen er zowel kersen als druiven terwijl ze enkel in verschillende seizoenen kunnen worden geoogst.
Stof tot interpretatie leveren de bijbelse taferelen die in de achtergrond worden weergegeven. In het schilderij met het element aarde is de Heilige Familie te zien die over een brug trekt. Water toont Jezus Christus die na zijn verrijzenis aan zijn discipelen verschijnt. Op lucht is de verloren zoon te zien, in het gezelschap van een vrouw terwijl vuur Christus toont met Martha en Maria.
Volgens berichten uit zijn tijd stierf Beuckelaer in armoede en kan hij op twee vlakken vergeleken worden met Vincent van Gogh. Beiden stierven rond hun veertigste terwijl hun werken na hun dood en nu nog voor veel geld worden verhandeld. Beuckelaer had hoogstwaarschijnlijk een Italiaanse opdrachtgever en schilderde op doek en niet op houten panelen waardoor deze werken gemakkelijker te vervoeren waren. Deze taferelen bleven nog een eeuw populair en vooral via prenten tot in Zuid-Italië.

## Galerij

De vier elementen van Joachim Beuckelaer
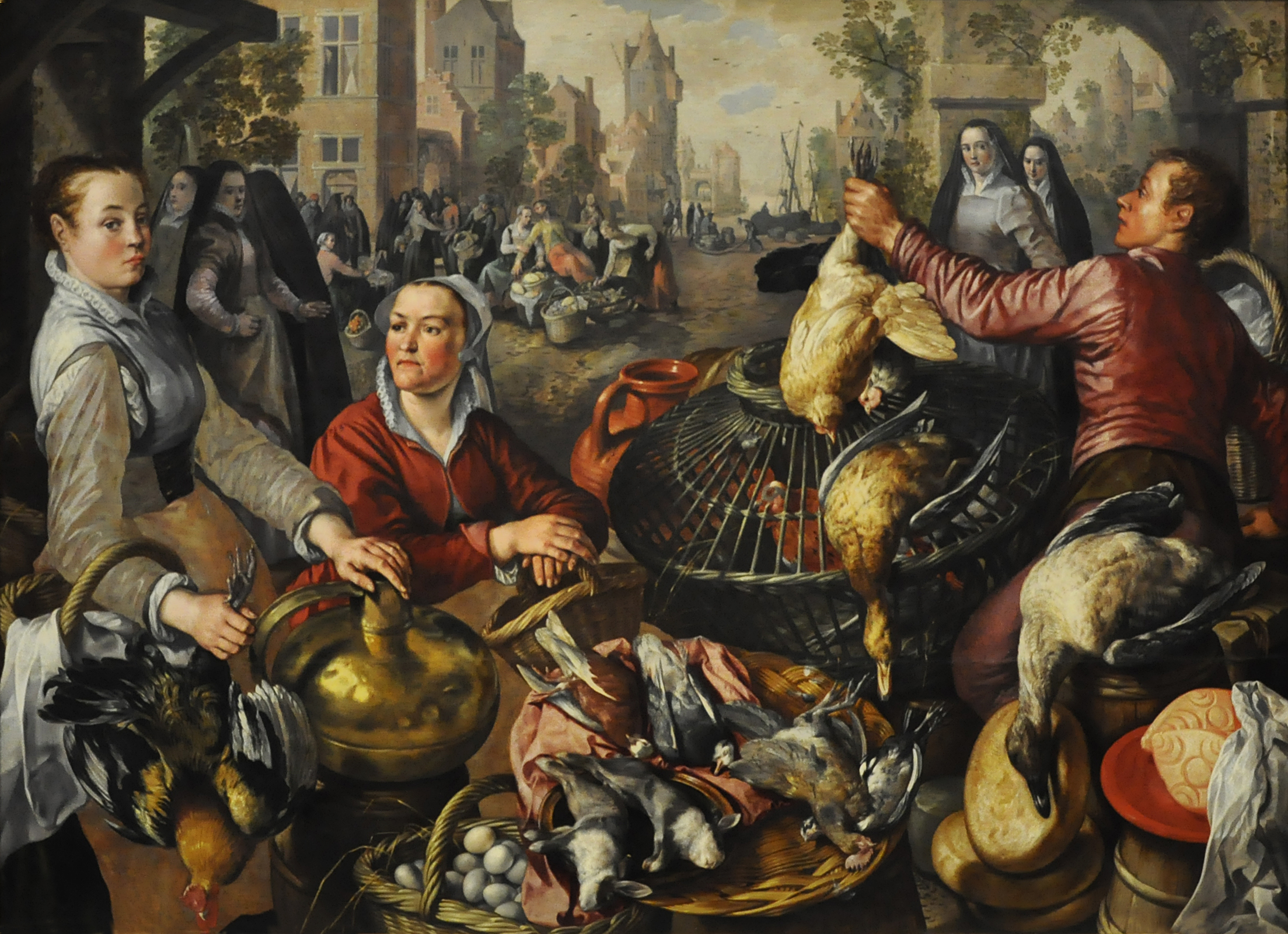
De vier elementen: Lucht
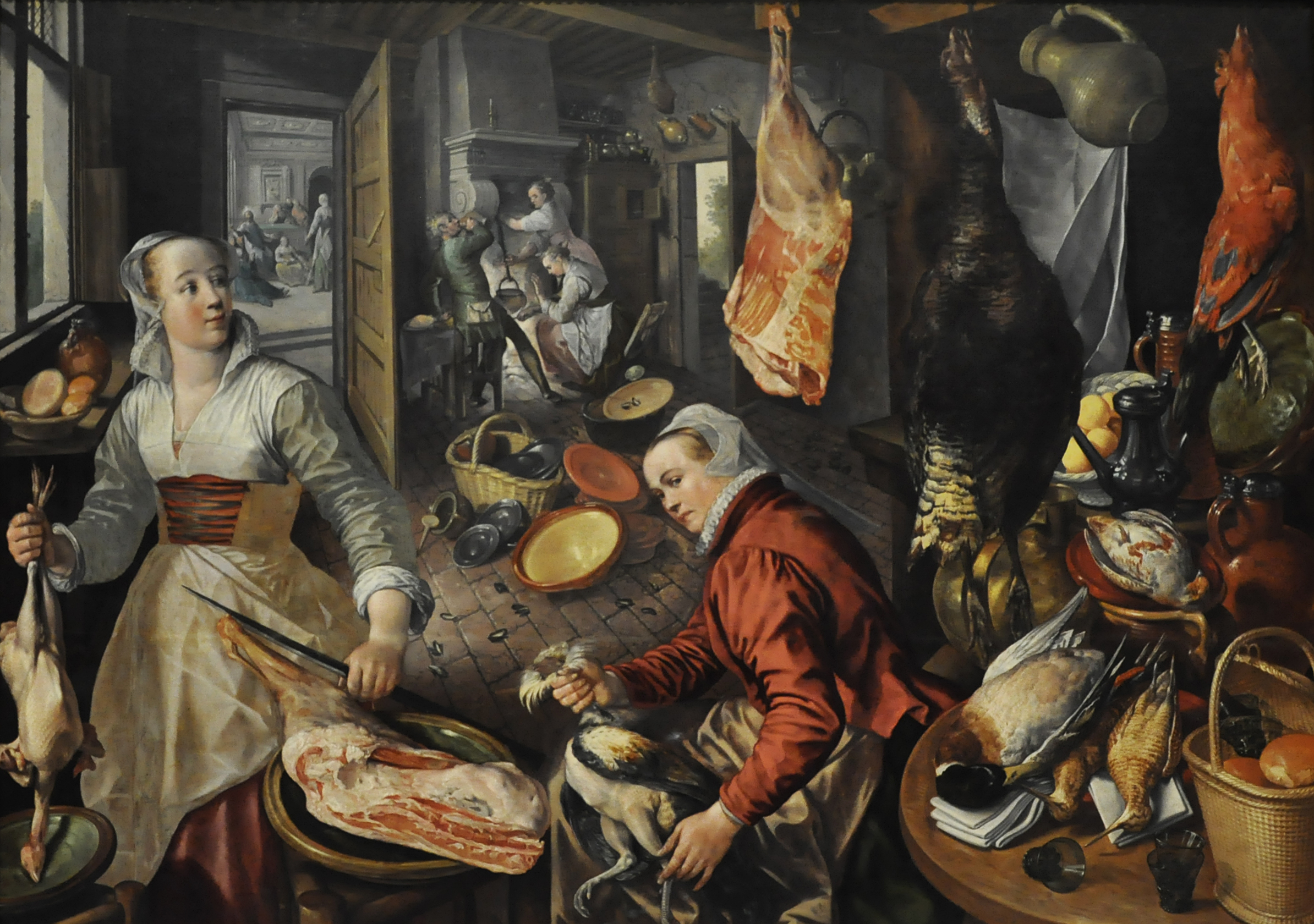
De vier elementen: Vuur
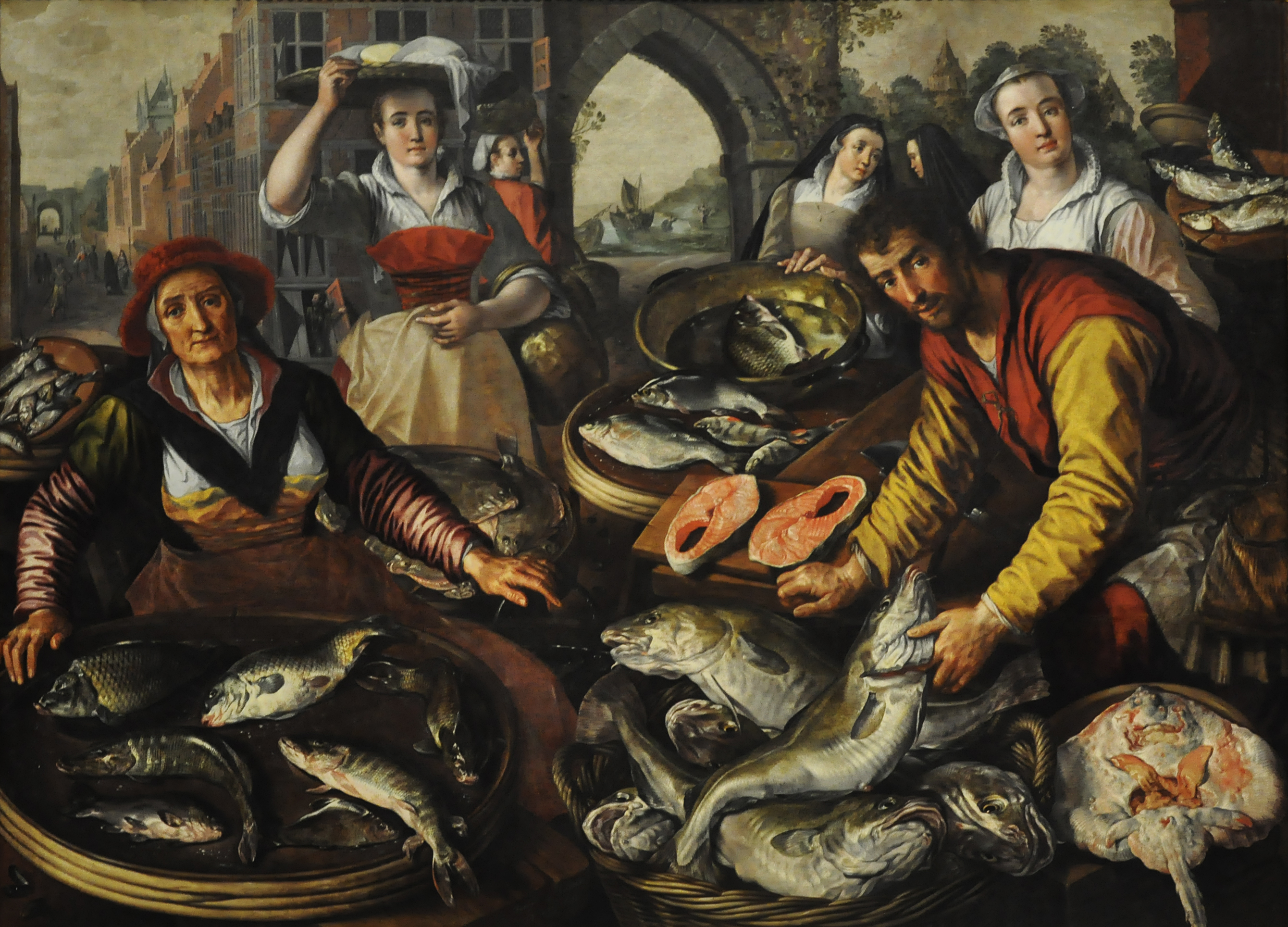
De vier elementen: Water
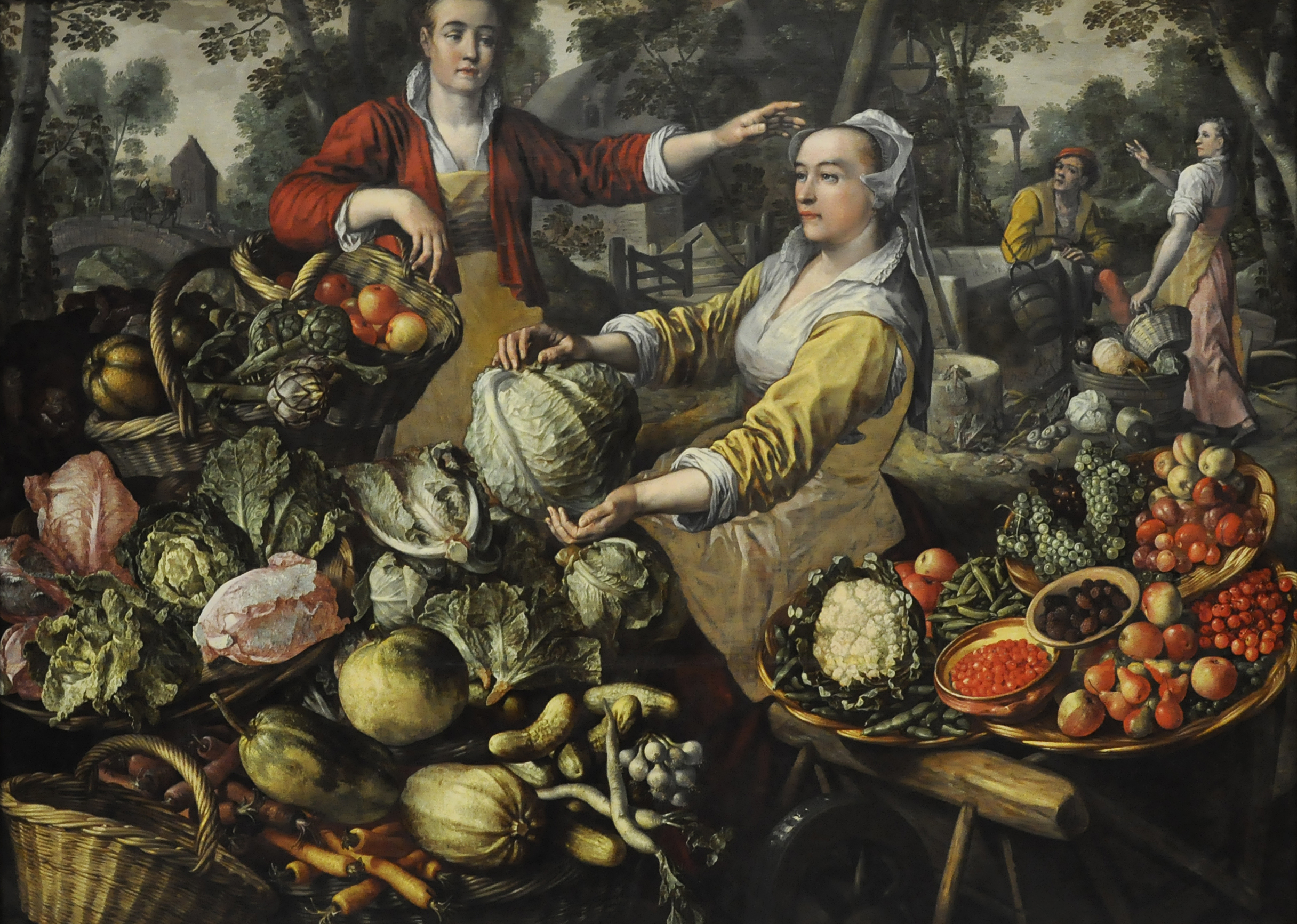
De vier elementen: Aarde

## Cultureel Vlaanderen in 2001
De Belgische privé-eigenaar van deze vier schilderijen gaf sinds 1986 deze werken in langdurige bruikleen aan het Museum voor Schone Kunsten te Gent. Toen bekend raakte dat deze vier doeken voor vierenhalf miljoen euro aan de National Gallery van Londen waren verkocht ging er een kleine schok door cultuurminnend Vlaanderen. Instrumenten om deze doeken in eigen streek te behouden waren er niet en de bijeen verzamelde 1,8 miljoen waren ruim onvoldoende. In 1987 veroorzaakte de verkoop van het doek Intrede van Christus in Brussel in 1889 van James Ensor aan het Getty Museum evenveel ophef. Het verlies van de schilderijen van Beuckelaer leidde tot het topstukkendecreet. Vanaf dan was er voorafgaand toelating nodig van de Vlaamse overheid voor de uitvoer van een aantal geselecteerde kunstwerken.